# Delphine Fitz Darby
Delphine Fitz Darby, geb. Fitz (* 10. Januar 1902 in Bala Cynwyd, Pennsylvania; † 14. November 1995 ebenda), war eine US-amerikanische Kunsthistorikerin.

## Leben
Delphine Fitz Darby studierte am Bryn Mawr College (AB „cum Laude“ 1923, MA 1925), wo sie auch 1929 promoviert wurde. Im Jahr 1926 gehörte sie zu den 25 Studierenden, die ein Stipendium der Carnegie Corporation of New York erhielten. Sie 1927/1928 bis Doktorandin am Radcliffe College, unterrichtete von 1927 bis 1930 Kunstgeschichte am Wellesley College, war von 1930 bis 1932 Assistenzprofessorin am Smith College und an der University of Maryland, College Park. Sie studierte zudem am Centro de Estudios Historicos und der Universität Madrid.
Ihr Forschungsgebiet war die spanische Malerei des Barocks. Sie publizierte insbesondere zu Francisco Ribalta, Jusepe de Ribera und Juan de Sariñena.

## Familie
Delphine Fitz Darby war die Tochter von Charles W. M. und Elsie Rimmer (Long) Fitz. Seit dem 19. Juni 1928 war sie mit George O(dell) S(witzer) Darby (30. November 1903 – 22. August 1981) verheiratet, einem Professor für Romanische Philologie. Sie starb 1995 im Alter von 93 Jahren und wurde auf dem West Laurel Hill Cemetery in Bala Cynwyd begraben.

## Veröffentlichungen (Auswahl)
- Francisco Ribalta and his School. Harvard University Press, Cambridge, Mass. 1938.
- The gentle Ribera: painter of the Madonna and the Holy Family. In: Gazette des beaux-arts 6. Pér. 29, 1946, S. 153–174 (Textarchiv – Internet Archive).
- Ribera and the Blind Men. In: Art Bulletin. 39, 1957, S. 195–217.
- The Ecstasy of St. Francis. A newly acquired painting by Francisco Ribalta. In: Wadsworth Athenäum Bulletin 3. Ser. 1957, 3, S. 1–9.
- Ribera and the Wise Men. In: Art Bulletin 44, 1962, S. 279–307.
- Juan Sariñena y sus colegas. Servicio de estudios artisticos, Institución Alfonso el Magnanimo, Diputación provincial de Valencia, Valencia 1967.